# Zdeněk Maryška

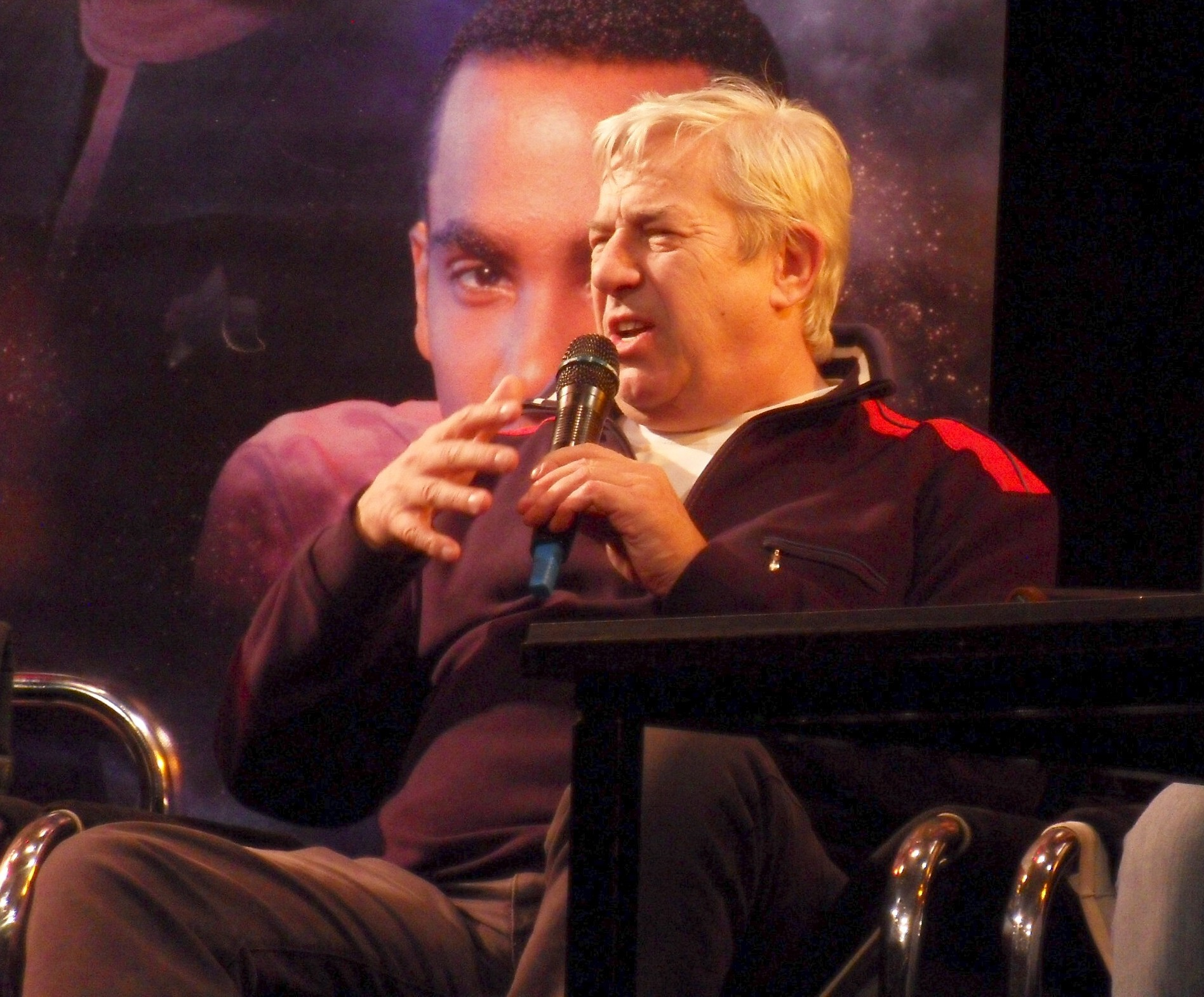
Zdeněk Maryška (2013)

Zdeněk Maryška (* 17. April 1947 in Marienbad, Tschechoslowakei) ist ein tschechischer Schauspieler. Er emigrierte 1985 in die USA, wo er später auch die US-amerikanische Bürgerschaft annahm. Seit 1996 lebt er wieder in Tschechien.

## Leben
Zdeněk Maryška absolvierte sein Schauspielstudium an der Janáček-Akademie für Musik und Darstellende Kunst Brünn (JAMU). Nach seinem Studium blieb in der Stadt und spielte an unterschiedlichen Theatern, darunter dem Brünner Stadttheater und dem Národní divadlo Brno. Anfang der 1980er Jahre wanderte er in die USA aus. Er lebte zuerst in Kalifornien, in Chicago und schließlich die letzten elf Jahre, bevor er 1996 nach Tschechien zurückkehrte, in New York City. Die ersten fünf Jahre wurde er trotz unzähliger Castings für keinen Schauspieljob engagiert. Während dieser Zeit arbeitete er als Kellner. Als er für ein weiteres Schauspielstudium am renommierten The Actors Studio angenommen wurde, konnte er mehrere Kontakte zu bereits etablierten Schauspielern knüpfen, wodurch er die Möglichkeit erhielt wieder Theater zu spielen.
Sein Filmdebüt gab  in dem 1973 ausgestrahlten Fernsehdrama Klec in einer kleinen Nebenrolle. Während seiner Zeit in den USA spielte er in keiner Film- und Fernsehproduktion mit. Er war allerdings am Theater aktiv und spielte unter anderem mit Paul Newman und für Sidney Lumet. Seit er nach Tschechien zurückkehrte, etablierte er sich schnell als Schauspieler und fand über diesen Umweg und seinen Hollywoodagenten die Möglichkeit in amerikanischen Filmproduktionen wie Du lebst noch 7 Tage und Dune – Der Wüstenplanet mitzuwirken.
Auch in deutschen Filmproduktionen spielte er vermehrt mit. So war er in Filmen wie Napola – Elite für den Führer und Zwei Weihnachtsmänner zu sehen. Insbesondere wenn die Handlung in und um Prag spielt, fand er in deutschen Fernsehproduktionen wie Tatort: Heiße Grüße aus Prag und Die Diplomatin – Jagd durch Prag immer wieder als Schauspieler Arbeit.

## Filmografie (Auswahl)
- 1975: Einen Piesack muß der Mensch haben (Slovácko sa nesúdí, Fernsehserie, eine Folge)
- 1997: Passage (Pasáz)
- 2000: Du lebst noch 7 Tage (Seven Days to Live)
- 2000: Dune – Der Wüstenplanet (Frank Herbert’s Dune, Miniserie, eine Folge)
- 2000: Lebensborn – Gestohlene Liebe (Pramen života)
- 2002: Tatort: Heiße Grüße aus Prag
- 2003: Das siebte Foto
- 2004: Der Prinz & ich (The Prince & Me)
- 2004: Mörderische Suche
- 2004: Napola – Elite für den Führer
- 2006: Ich habe den englischen König bedient (Obsluhoval jsem anglického krále)
- 2008: Ein starkes Team: Mit aller Macht
- 2008: Zwei Weihnachtsmänner
- 2014: Transporter: Die Serie (Transporter: The Series, Fernsehserie, eine Folge)
- 2018: Die Diplomatin – Jagd durch Prag